# 135-й танковий полк (СРСР)
135-й Костянтинівський Червонопрапорний ордена Кутузова танковий полк (135 ТП, в/ч 61514) — військове формування танкових військ Радянської армії. Полк входив до складу 23-ї танкової дивізії 8-ї танкової армії. Базувався у смт. Лугини. Його озброєння було передане до створеної на основі дивізії бази зберігання.

## Історія
Створений 29 березня 1942 року.

## Командування
- підполковник Михайло Олександрович Сілін
- майор/підполковник Філатов Василь Романович
- подполковник Котовський Михайло Петрович